# A bizonyítás kényszere
Argumentációs alapelv, mely szerint, ha valaki állít valamit, annak bizonyítania kell állítását.
Egy érvelés során a feleknek indokolniuk kell saját álláspontjukat, és érvekkel alátámasztva kell kritizálniuk a másik érveit. Ez a két argumentációs szabály fogalmazza meg a bizonyítás kényszerét (angolul burden of proof), a vita résztvevői számára. A vita típusa viszont nagyban befolyásolja azt, hogy kinek mikor kell érvekkel alátámasztania álláspontját.
Szimmetrikus vita esetén, amikor mind a két fél állít valamit, a bizonyítás kényszere mindkettejükre egyaránt vonatkozik.
Aszimmetrikus vitában csak annak a félnek kell eleget tennie az alapelvnek, aki állít valamit. Vagyis ha A azt állítja, hogy p, és B nem állítja ennek ellenkezőjét, de nem tartja elegendőnek a bizonyítékot, vagy azt, hogy miért kellene igaznak tartania p-t, akkor A-nak érvekkel kell bizonyítania és/vagy alátámasztania p-t. 
Szimmetrikus és aszimmetrikus vita esetén is fennáll, hogy az érvelő felek ki akarnak bújni a bizonyítás kényszere alól vagy át akarják azt hárítani a másik félre. Ezt érvelési hibának tekintjük (a bizonyítás kényszerének áthárítása), ekkor a másik fél nem köteles vállalni a bizonyítást.